# Château de Cleydael
Le château de Cleydael est situé à Aartselaar en Belgique.

## Histoire
Le château était à l'origine un château féodal médiéval entouré de douves, situé sur une île formée par deux branches du Benedenvliet (Grote Struisbeek) (nl). Il présente un plan carré composé de quatre courtines entourant une cour. Il y a une tour à chaque coin, chacune de forme différente, les deux tours orientales étant aussi plus importantes. Chaque tour porte un nom propre. Les tours ouest s'appellent la tour de la chouette et la tour du chat, la tour nord-est s'appelle la tour du renard, tandis que la tour sud-est s'appelle la tour de la chapelle. La tour du renard est de forme carrée et possède une flèche en forme d'oignon. Cette tour possède des murs de plus d'un mètre d'épaisseur. La Tour de la Chapelle est ainsi appelée car elle possède une chapelle avec une voûte en étoile. La substructure du château date de 1350, les autres parties datent des XVIe et XVIIe siècles et sont construites en brique, probablement provenant des environs immédiats du château.
La cour inférieure du château est de forme trapézoïdale et était à l'origine entièrement entourée de douves. Du côté est, le complexe est accessible via un pont-levis jusqu'au portail d'entrée. Le bâtiment à côté de la porte d'entrée était la maison du bailli, plus tard celle du garde-chasse. Du côté ouest de la basse-cour du château se trouve une tour de guet carrée avec des granges, des écuries et une brasserie de chaque côté. L'ensemble forme un complexe immobilier pittoresque à l'architecture brabançonne en brique et en grès.

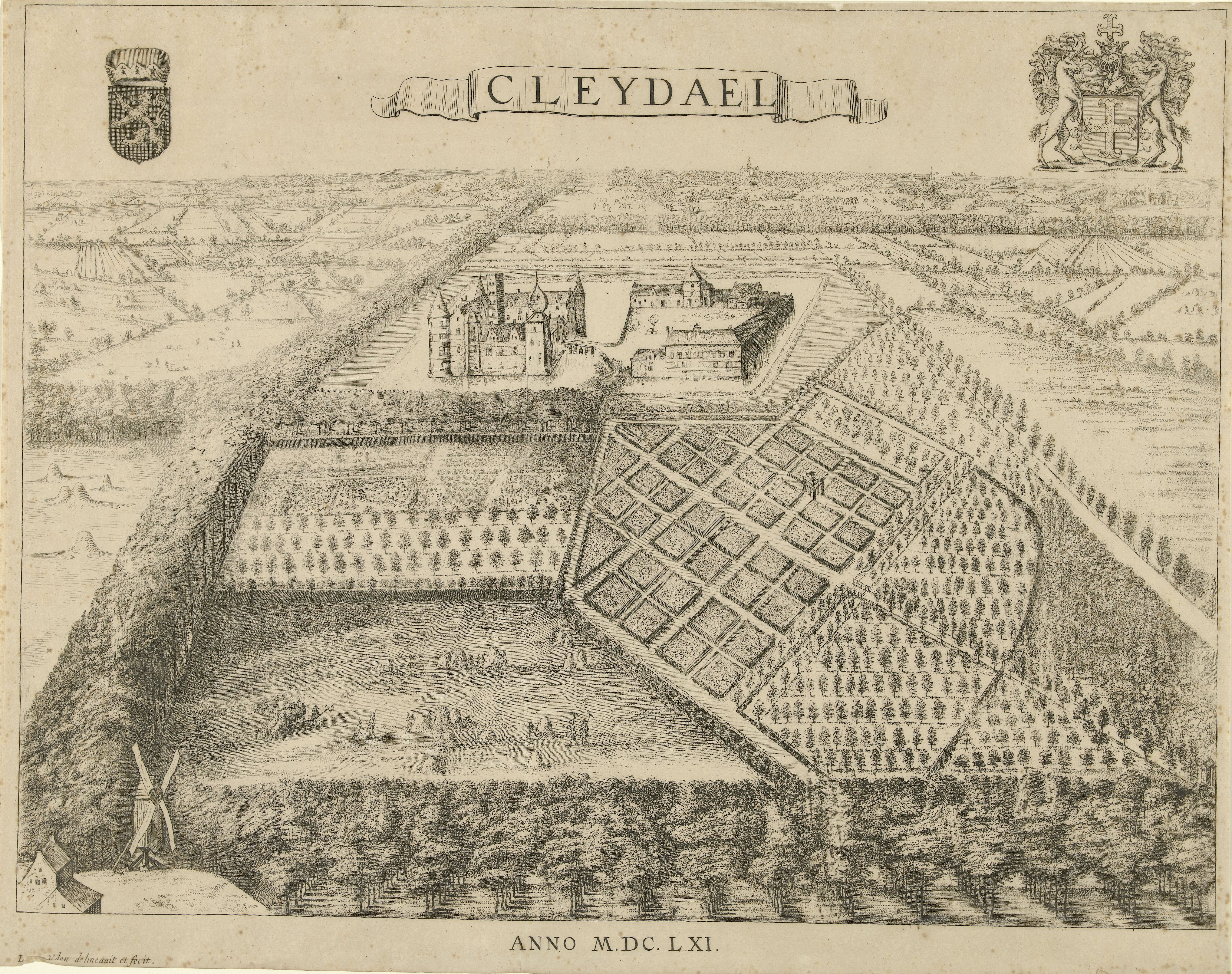
Domaine de Cleydael, impression de Lucas van Uden (1661).